# Willem Lodewijk van Nassaukazerne
De Willem Lodewijk van Nassaukazerne is een kazerne aan de oostzijde van het Nederlandse Lauwersmeer. Het complex ligt ongeveer twee kilometer ten westen van het Groninger dorp Vierhuizen en zo'n vier kilometer ten noordwesten van Zoutkamp. De kazerne is eind jaren tachtig gebouwd en biedt plaats aan eenheden uit binnen en buitenland die van de faciliteiten gebruikmaken voor oefeningen in het oefen- en schietterrein Marnewaard of het oefendorp Marnehuizen.